# Hoofddorp
Hoofddorp é uma cidade dos Países Baixos localizada no interior do município de Haarlemmermeer, na Holanda do Norte.
A cidade, desde 2005, abriga a sede da FIFPro.

## História

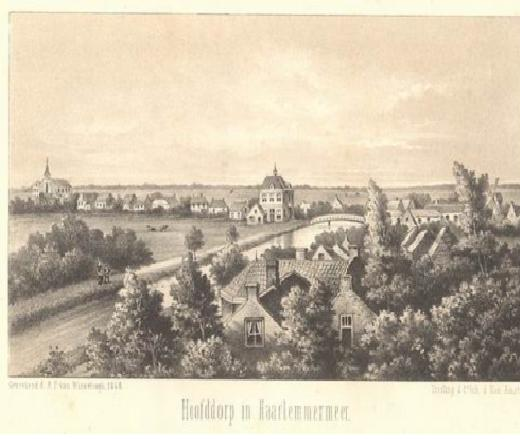
Hoofddorp em torno de 1900

Após a drenagem do Haarlemmermeer, duas vilas, Kruisdorp e Venneperdorp, foram fundadas no centro do pôlder. Em 1868 elas foram renomeadas para Hoofddorp e Nieuw-Vennep, respectivamente. Hoofddorp tornou-se mais próspero do que Nieuw-Vennep, e rapidamente se tornou o lugar mais importante do distrito, apesar de Badhoevedorp ter mais habitantes, em consequência de suas funções administrativas e econômicas e localização favorável.